# Relaciones Colombia-Irlanda
Las relaciones Colombia-Irlanda son las relaciones exteriores entre la República de Colombia y la República de Irlanda. Los irlandeses tienen una larga relación con Colombia que se remonta a la participación de voluntarios irlandeses en las guerras colombianas de independencia.

## Independencia colombiana
Los voluntarios irlandeses desempeñaron un papel central en las guerras en las que Colombia se independizó de España. Entre 1.000 y 2.000 voluntarios irlandeses liderados por irlandeses como William Aylmer, Francisco Burdett O'Connor y James Towers English ayudaron en la lucha. El líder irlandés James Rooke llevó a sus Legiones Británicas con el ejército de Simón Bolívar en su épica marcha desde el este de Venezuela a través de las llanuras y hasta los Andes, donde las tropas irlandesas jugaron un papel clave Papel en la batalla del pantano de Vargas y la posterior batalla decisiva de Boyacá. Cuando se ofrecieron laureles después de la victoria en Boyacá, Bolívar atribuyó la victoria en Boyacá a los voluntarios ingleses e irlandeses, declarando que "esos soldados liberadores son los hombres que merecen estos laureles". En las revueltas subsecuentes en Colombia en los 1820s, los irlandeses como Daniel Florence O'Leary, Arturo Sandes y Juan Johnston estaban entre los oficiales más fieles de Bolívar. Descendientes de los voluntarios irlandeses viven en Colombia hasta el día de hoy.

## Legión de María
En una forma diferente de relación, el movimiento laico católico fundado en Dublín, Irlanda, por el laico Frank Duff (trabajador religioso), Frank Duff envió a Seamus Grace y Alphie Lamb a Bogotá en 1953 para expandir su misión en Colombia. La Gracia y el Cordero establecieron la praesidia de la Legión en todo el país. La Legión fue bien recibida en Colombia, especialmente por los pobres, trajo a mucha gente de vuelta a la fe católica, y luego se expandió a otras partes de América del Sur.

## Los tres de Colombia
En 2001, la policía colombiana, actuando con información de las autoridades británicas, arrestó a tres irlandeses en Bogotá, alegando que eran miembros del Ejército Republicano Irlandés Provisional (IRA) y que habían estado entrenando a miembros de las Fuerzas Armadas Revolucionarias de Colombia (FARC), un movimiento guerrillero revolucionario en Colombia. En 2005 el Colombia tres, como se habían sabido en Irlanda, pudo huir a Irlanda mientras que aguardaba la apelación. No existe un tratado de extradición entre Irlanda y Colombia. Irlanda no ha tomado ninguna medida para extraditar a los hombres de regreso a Colombia.

## Relaciones formales

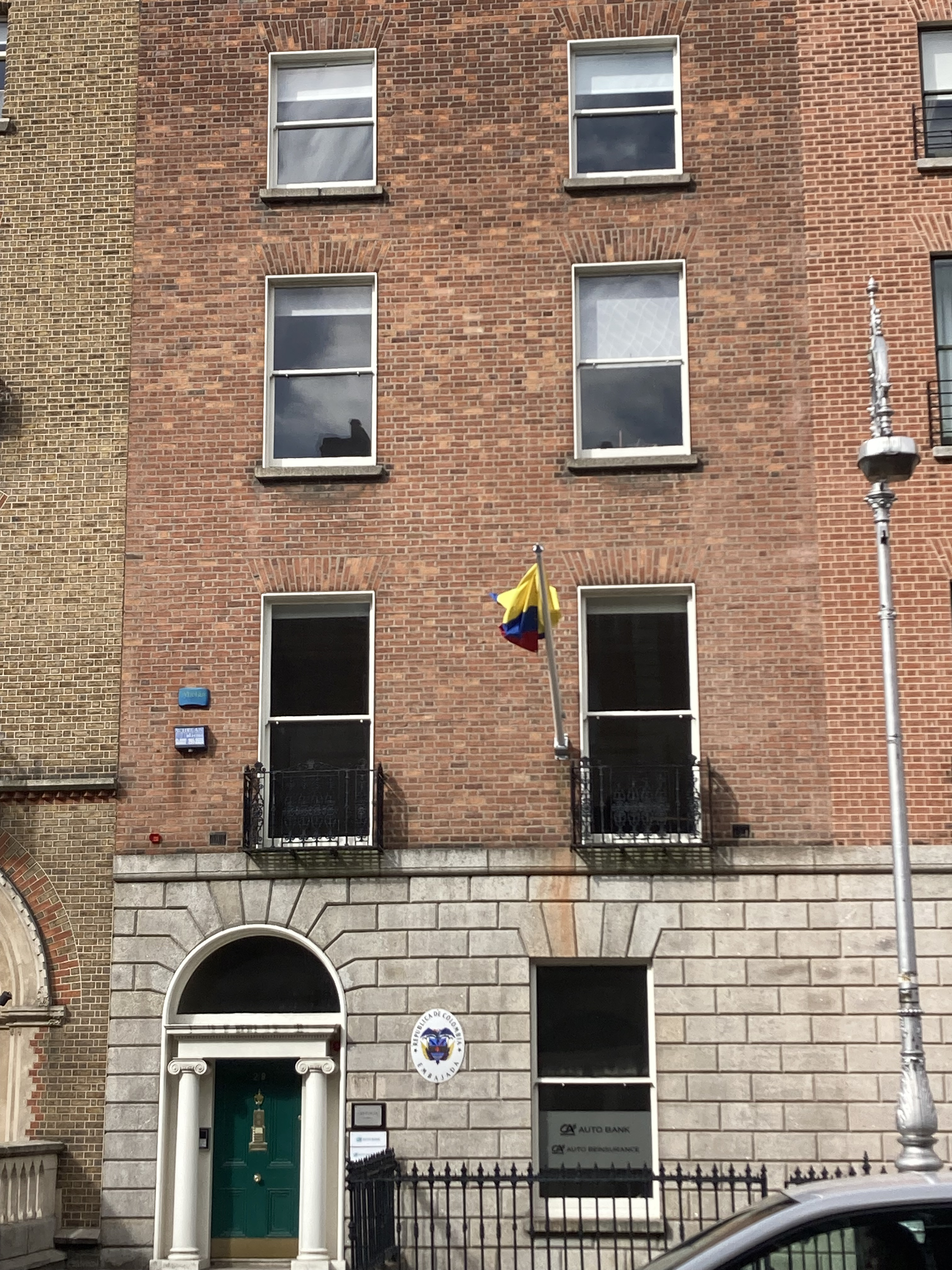
Embajada de Colombia en Dublín

Irlanda estableció relaciones diplomáticas con Colombia el 10 de noviembre de 1999. En febrero de 2017, el presidente irlandés Michael D. Higgins realizó una visita oficial a Colombia, el primer jefe de Estado irlandés que visitó el país. Durante su visita, el presidente Higgins visitó un campamento de las FARC en una zona totalmente desmovilizada de las FARC y se estrechó la mano y habló con el comandante de las FARC, Pastor Alape, a su llegada.  El presidente Higgins también prometió 3 millones de euros en los próximos cinco años en apoyo del proceso de Verdad y Reconciliación en Colombia.

## Misiones diplomáticas
- Colombia tiene una embajada en Dublín.[11]
- Irlanda tiene una embajada en Bogotá.[12]